# Pomorski Dywizjon Okrętów Pogranicza

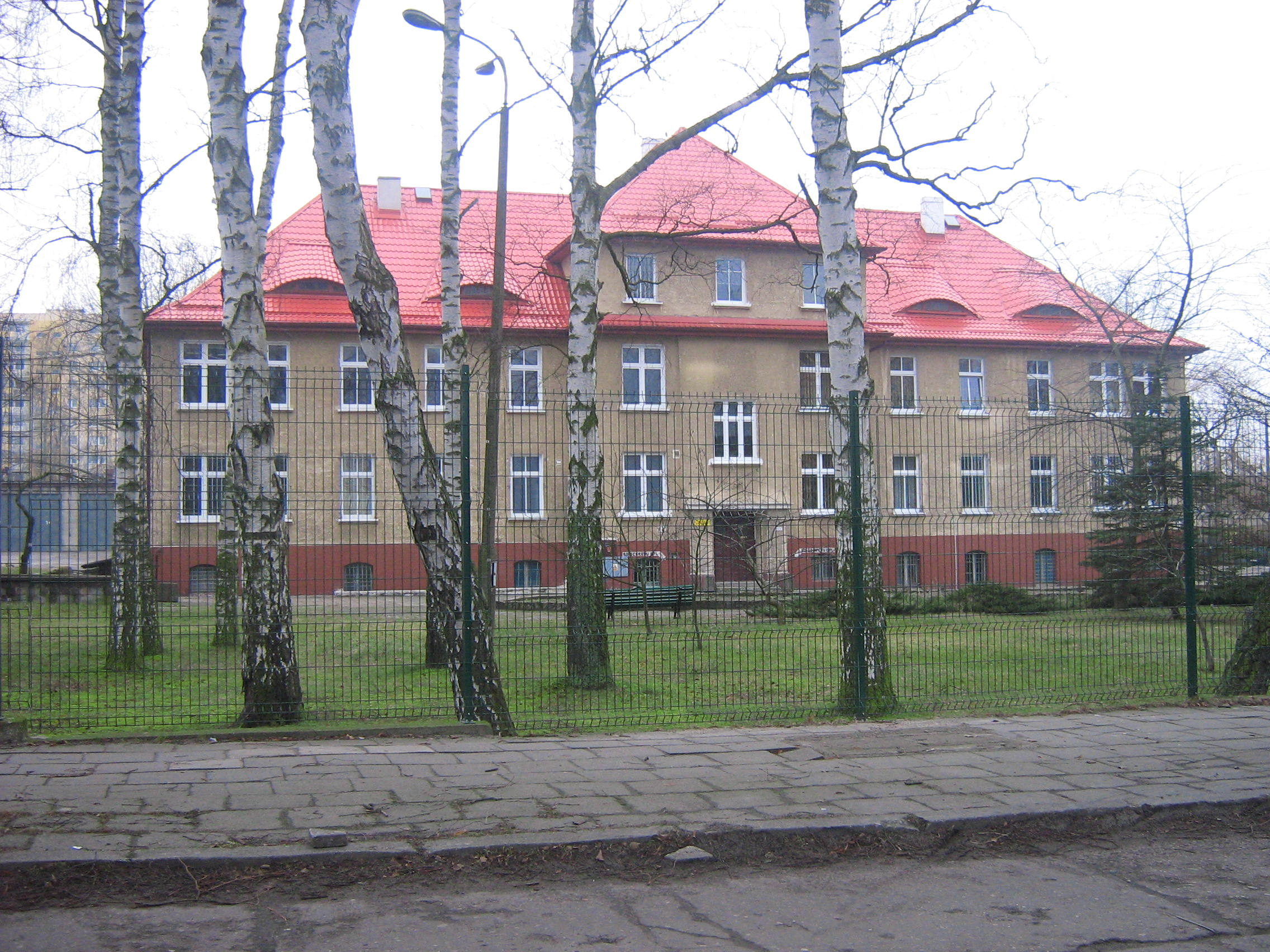
W tych koszarach stacjonował dywizjon

Pomorski Dywizjon Okrętów Pogranicza – morski samodzielny pododdział Wojsk Ochrony Pogranicza.

## Formowanie i zmiany organizacyjne
W 1948 roku, w składzie 8 Brygady Ochrony Pogranicza, sformowano flotyllę ścigaczy w Trzebieży o etacie 7/40.
W 1950 roku flotylla została przeformowana na flotyllę morską Trzebież o etacie 098/1 i nadano jej numer JW 3058. w 1951 roku powtórnie przeformowana według etatu 098/6, przyjęła nazwę dywizjonu Okrętów Pogranicza Świnoujście. Dywizjonowi zmieniono numer na JW 2503. W następnych latach dywizjon ulegał kolejnym zmianom organizacyjnym . 1.10. 1952 w składzie dywizjonu utworzono Grupę Kutrów Pogranicza stacjonującą w Szczecinie. Pododdział posiadał 12 kutrów.
W 1961 roku dowództwo posiadało kryptonim Model.
W 1965 przeformowany według etatu 7/61 przyjął nazwę: 30 dywizjon Okrętów Pogranicza. Dywizjonowi nadano nowy numer JW 3165 .
W 1967 jako Pomorski dywizjon OP podporządkowany został Morskiej Brygadzie Okrętów Pogranicza.
W 1972 roku dywizjon przekazany został dowództwu Marynarki Wojennej.

## Dowódcy dywizjonu
- kmdr ppor. Piotr Aleksandrow (1951-?)
- kpt. Kazimierz Nowicki (1954-1955)
- kpt. Stanisław Zajkowski (1955-1956)[3]
- por. Rajmund Korcz (1956-1958)
- kmdr ppor. Stanisław Zajkowski (1958-1964)
- cz.p.o. kpt. Marian Olbrycht 1964
- kmdr ppor. Marian Brdys (1964- ?)